# Rickert (Allemagne)
Pour les articles homonymes, voir Rickert.
Rickert est une municipalité allemande située dans le land du Schleswig-Holstein et dans l'arrondissement de Rendsburg-Eckernförde. En 2015, sa population est de 1 068 habitants.